# سفارة تركيا في صربيا
سفارة تركيا في صربيا هي أرفع تمثيل دبلوماسي لدولة تركيا لدى صربيا. تقع السفارة في بلغراد وهي تهدف لتعزيز المصالح التركية في صربيا.

## وصلات خارجية
- قائمة سفارات تركيا
- قائمة السفارات في صربيا